# Jan Kryštof Smíšek
Jan Kryštof Smíšek, také Johann Christoph Smissek nebo Johann Christoph Smischek byl český grafik a mědirytec doby raného baroka, samostatně činný mezi léty 1652–1695.

## Život a dílo
Vyučil se pravděpodobně v dílně svého otce, českého mědirytce Jana Smíška, zvaného Smicheus (* před 1585), činného v Praze, Mnichově a snad i v Innsbrucku. Samostatně pracoval, podle letopočtů a signatur soudě, mezi léty 1652–1695 pro Jezuitskou tiskárnu v Praze na Starém Městě a pro Ettelovu dílnu v Olomouci. Vydával rytiny podle cizích předloh i své vlastní, s náměty ze života Krista, panny Marie, světců, s vyobrazeními poutních chrámů, někdy s erbem a dedikací šlechtického objednavatele; ilustrace na titulní strany knih. Pracoval mj. pro Strahovské premonstráty, v jejichž grafické sbírce se dochoval celý konvolut Smíškových grafických listů i knihy.

## Rodina
6. listopadu roku 1666 se ve staroměstském kostele Panny Marie Na louži oženil s Annou Lydmillou Jochminerovou.  25. listopadu roku 1675 se oženil podruhé, v Týnském kostele, a to s Alžbětou, dcerou Matěje Husáka z Německého Brodu.

## Chronologický výběr prací
- Život sv. Patricia, signováno Jo. Chr. Smischek sculps. 1752 (má být 1652; chybný letopočet vedl G. J. Dlabače k vročení Kryštofovy činnosti o století později)
- Frontispis s erbem v teologickém spisu Gottfrieda Aloise Kinnera z Löwenthurnu (1652)
- Podobizna císaře Karla IV. (1654), signatura Jo. Christ. Smischek sculps. 1654
- Podobizna císaře Ferdinanda III. (1654)
- Titulní list a 13 ilustrací knihy P. Valentina Stansela: Dioptra Geodaetica (1654)
- Loretánská kaple františkánů v Hájku u Prahy
- Svatý Norbert (2 listy se znakem Strahovského kláštera)
- Panna Maria a sv. Anna s pohledem na kostel v Plané u Mariánských Lázní
- Flos campi Christus Jesus nascens, s erbem svobodného pána Leopolda Viléma Kraffta z Lamerdorfu (1655)
- Lilium inter spinas Christus Jesus patiens (Lilie mezi trním, Ježíš Kristus trpící), s erbem svobodného pána Oktaviana Boleslva Krakowského z Kolowrat (1655)
- Rosa inter spinas Mater dolorosa (Růže mezi trním Matka bolestná), s erbem svobodného pána Václava Ignáce Hýzrle z Chodů (1655)
- Rosmarinus sive lacrymae filiarum Sion, s erbem rytíře Magna Arnošta Nostice (1655)
- Solus sapiens rex
- Nihilo inferior Diis, se třemi erby: Jaroslava Václava Sekerky ze Sedčic, rodiny Kolovratů a papeže
- titulní list ke knize žalmů „Auslegung der Psalmen“ (1656); s dedikací prvnímu litoměřickému biskupovi Maxmiliánu Rudolfovi ze Šlejnic
- Zázračný obraz Panny Marie Svatojakubské, frontispis knihy Pravý kontrfekt Královny nebeské (1656)
- Memorabilium romanorum Centuria una (1658)
- Sapiens gloriosus, titulní list knihy (1658)
- Laurus tergemina (1659)
- Studna zdravohojitedlná sv. Václava (1659)
- 7 komediálních scén podle kreseb Fabiána Hárovníka (1660)
- Vera effigies poutní madony Kájovské s pohledem na poutní kostel v Kájově, signován Joh. Christ. Smischek
- titulní list kancionálu Václava Karla Holana Zpěwni a muzikálni řeči w jazyku českém s rytinou podle kresby Karla Škréty (signován: C. Screta f. 1695, Joh. Chr. Smischek sculps., 1695)[3]